# Justicia oxypages
Justicia oxypages är en akantusväxtart som beskrevs av Emery Clarence Leonard. Justicia oxypages ingår i släktet Justicia och familjen akantusväxter. Inga underarter finns listade i Catalogue of Life.